# Mazzarino
Mazzarino ist eine Gemeinde im Freien Gemeindekonsortium Caltanissetta in der Region Sizilien in Italien mit 10.819 Einwohnern (Stand 31. Dezember 2023).

## Lage und Daten
Mazzarino liegt 39 Kilometer südöstlich von Caltanissetta. Die Einwohner arbeiten hauptsächlich in der Landwirtschaft. Es werden Getreide, Oliven, Mandeln und Zitrusfrüchte angebaut.
Die Nachbargemeinden sind Barrafranca (EN), Butera, Caltagirone (CT), Caltanissetta, Gela, Niscemi, Piazza Armerina (EN), Pietraperzia (EN), Ravanusa (AG), Riesi, San Cono (CT), San Michele di Ganzaria (CT) und Sommatino.

## Geschichte
Der Ort entstand in der zweiten Hälfte des 13. Jahrhunderts um eine Burg, die im 17. Jahrhundert aufgegeben wurde und von der heute noch ein Rundturm und einige Mauern erhalten sind. 1507 erhielt der Lehnsherr den Titel Graf von Mazzarino.

## Bauwerke
- Bronzezeitliche Nekropole auf dem Monte Dessueri
- Kirche Santa Maria del Gesu, erbaut im 15. Jahrhundert
- Kirche dell’Immacolata
- Pfarrkirche Santa Maria della Neve, erbaut im 18. Jahrhundert, die Bauzeit betrug 100 Jahre
- Kirche Maria SS. di Mazzaro aus dem 18. Jahrhundert
- Rathaus, früher Konvikt der Karmeliter
- Palazzo Branciforte aus dem 16. Jahrhundert
- Ruinen der Burg Castelvecchio

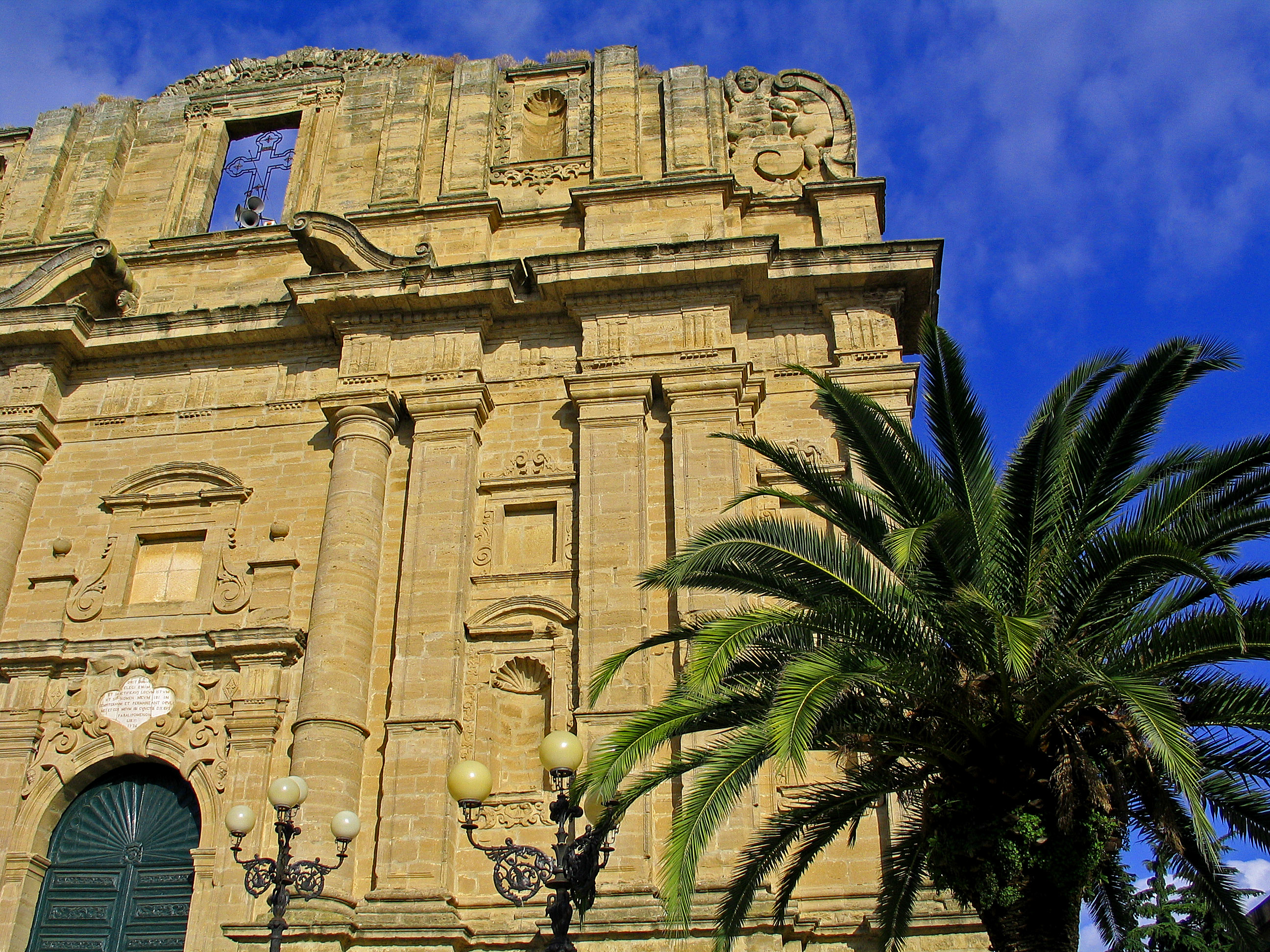
Pfarrkirche Santa Maria della Neve
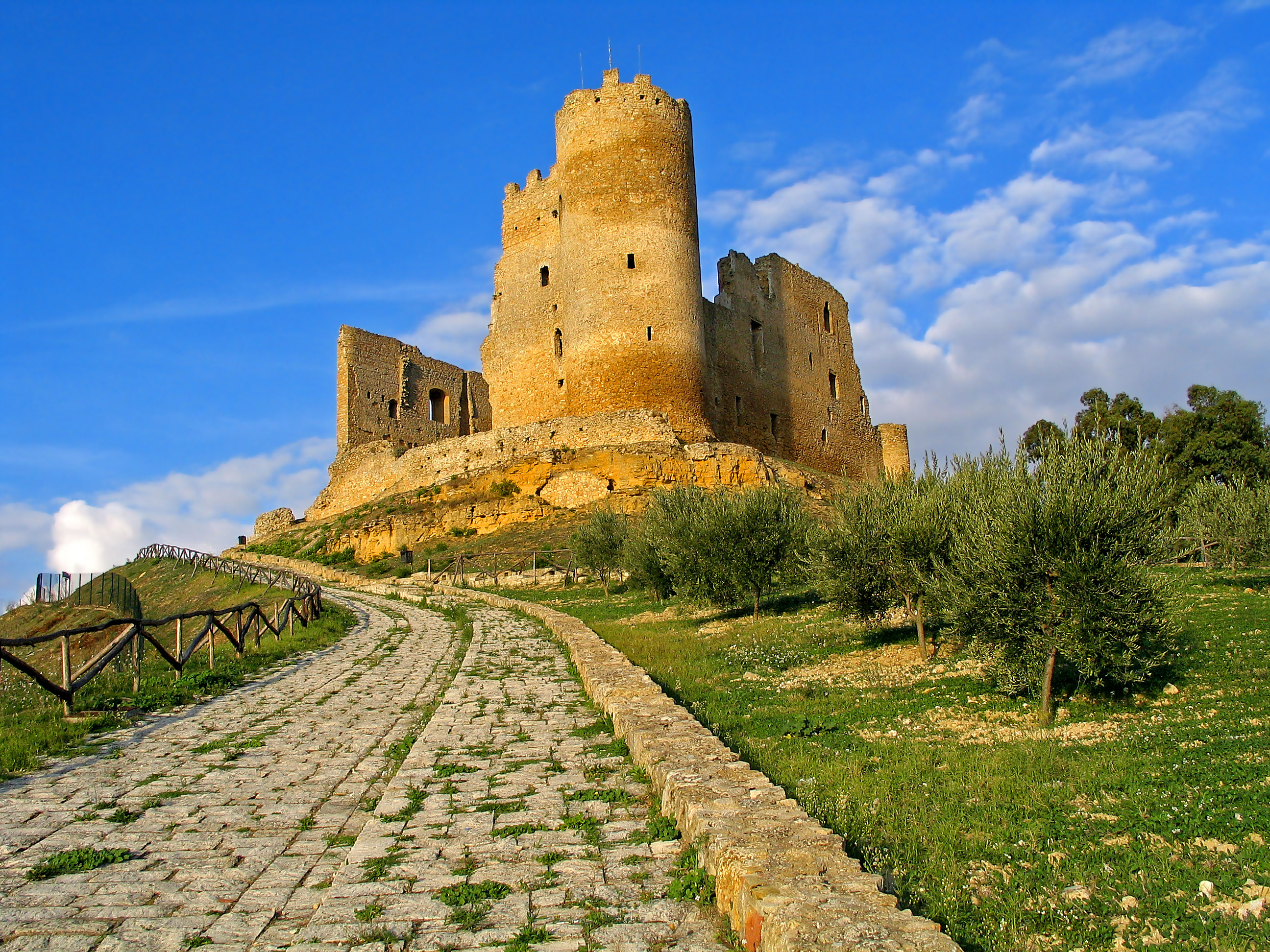
Burgruine

## Personen
- Lauro Chiazzese (1903–1957), Jurist und Hochschullehrer